# Cryptoforis victoriensis
Espèce
Synonymes
- Arbanitis victoriensis Main, 1995
- Euoplos victoriensis (Main, 1995)

Cryptoforis victoriensis est une espèce d'araignées mygalomorphes de la famille des Idiopidae.

## Distribution
Cette espèce est endémique du Victoria en Australie. Elle se rencontre dans les Alpes victoriennes vers la rivière Buffalo.

## Description
La carapace de la femelle holotype mesure 8,5 mm de long sur 7,5 mm.
La femelle décrite par Wilson, Raven, Schmidt, Hughes et Rix en 2020 mesure 20,74 mm.

## Systématique et taxinomie
Cette espèce a été décrite sous le protonyme Arbanitis victoriensis par Main en 1995. Elle est placée dans le genre Euoplos par Raven et Wishart en 2006 puis dans le genre Cryptoforis par Wilson, Raven, Schmidt, Hughes et Rix en 2020.

## Étymologie
Son nom d'espèce, composé de victori[a] et du suffixe latin -ensis, « qui vit dans, qui habite », lui a été donné en référence au lieu de sa découverte, le Victoria.

## Publication originale
- Main, 1995 : « Biosystematics of Australian mygalomorph spiders: two new species of Arbanitis from Victoria (Mygalomorphae: Idiopidae). » Victorian Naturalist, vol. 112, p. 202-207.